# Liste der Bands der Impericon-Tourneen

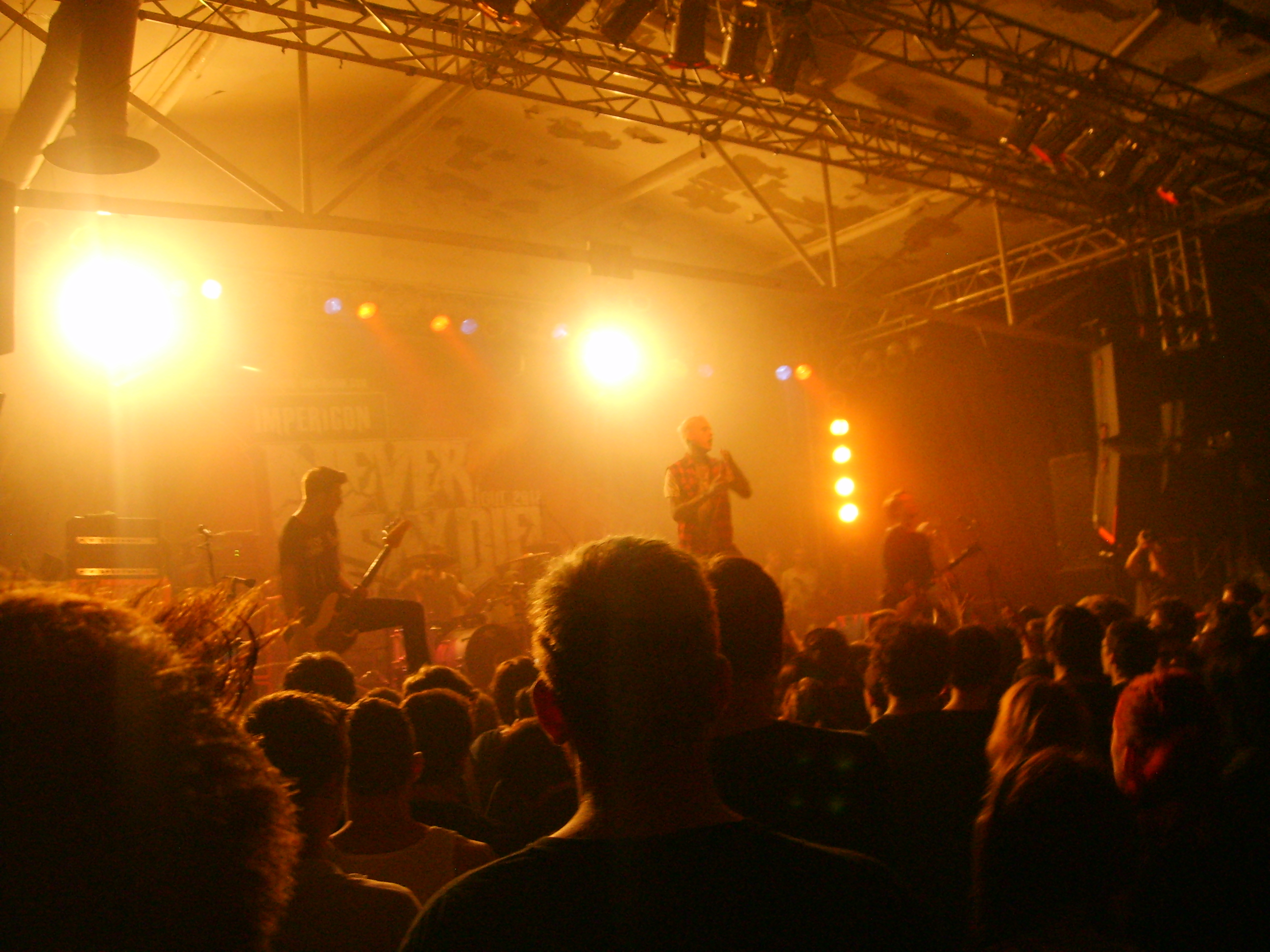
For the Fallen Dreams in der Essigfabrik in Köln im Rahmen der Impericon Never Say Die! Tour (2012)

Diese Liste zeigt die Bands auf, die an der Impericon Progression Tour, der Never Say Die! Tour und am Impericon Festival teilgenommen haben bzw. für die nächste Auflage des Festivals angekündigt sind. Das Impericon Festival findet seit 2011 statt. Im Jahr 2011 wurde das Festival im Werk II im Süden Leipzigs ausgetragen. Seit 2012 findet das Festival auf dem agra-Gelände der Messe Leipzig. 2013 wurde das Impericon Festival erstmals auch im Gasometer in Wien ausgetragen.
Die Impericon Progression Tour indes findet seit 2012 statt und umfasst hauptsächlich Konzerte im deutschsprachigen Raum. Weitere Konzerte, Festivals und Konzertreisen, die vom Merchandise-Versandhaus Impericon organisiert werden, sind die Impericon Never Say Die! Tour und die Rock Sound Impericon Exposure Tour (hauptsächlich UK). Die Liste umfasst nur Veranstaltungen in Deutschland, Österreich und der Schweiz.

## Festivals und Tourneen

### Impericon Progression Tour
| Zeitraum             | Anzahl der Konzerte | Teilnehmer                                                                                     | Anmerkungen                                                                                             | Quelle(n)   |
| -------------------- | ------------------- | ---------------------------------------------------------------------------------------------- | --- | ----------- |
| 20. - 31. März 2012  | 12                  | Heaven Shall Burn, Neaera, Unearth, Rise to Remain, und lokale Supportbands                    | Konzerte fanden auch in FR, PL und IT statt.                                                            | [ 1 ]       |
| 19. - 25. April 2013 | 7                   | Callejon, August Burns Red, Architects, Breakdown of Sanity, Adept                             | Konzerte ausschließlich in DE, alle teilnehmenden Gruppen spielten auch auf dem Impericon Festival 2013 | [ 2 ] [ 3 ] |
| 4. - 20. Mai 2014    | 14                  | Caliban, The Devil Wears Prada, The Ghost Inside, I Killed the Prom Queen, Breakdown of Sanity | Konzerte auch in AT, CH, NL und IT                                                                      | [ 4 ]       |

### Impericon Festival
| Datum          | Konzerthalle              | Teilnehmer | Anmerkungen | Quelle(n)                   |
| -------------- | ------------------------- | --- | --- | --------------------------- |
| 7. Mai 2011    | Werk II, Leipzig          | Caliban, Asking Alexandria, Maroon, We Came as Romans, Miss May I, As Blood Runs Black, For Today, This or the Apocalypse, Adept, Myra, The Word Alive                                                                                | | [ 5 ]                       |
| 21. April 2012 | agra, Leipzig             | Parkway Drive, Caliban, The Ghost Inside, Your Demise, We Butter the Bread with Butter, Miss May I, While She Sleeps, Set Your Goals, Born from Pain, Confession, Eskimo Callboy, Nasty, His Statue Falls                             | His Statue Falls traten nicht auf. | [ 6 ]                       |
| 20. April 2013 | agra, Leipzig             | Heaven Shall Burn, Callejon, August Burns Red, Architects, Adept, Breakdown of Sanity, Emmure, First Blood, Hundredth, Buried in Verona, Chelsea Grin, Obey the Brave, Stick to Your Guns, The Sorrow, Brutality Will Prevail, Attila | Bereits Monate im Voraus ausverkauft | [ 7 ]                       |
| 26. April 2013 | Gasometer, Wien           | Heaven Shall Burn, Callejon, August Burns Red, Architects, Adept, Breakdown of Sanity, The Sorrow, Betraying the Martyrs | Erstes Impericon Festival außerhalb Deutschlands Betraying the Martyrs (sagten kurzfristig den Auftritt ab, wegen einer Verletzung des Drummers) | [ 8 ] [ 9 ]                 |
| 19. April 2014 | agra, Leipzig             | Hatebreed, Asking Alexandria, Deez Nuts, Stick to Your Guns, Maroon, Betraying the Martyrs, Northlane, Rise of the Northstar, Bury Tomorrow, Science of Sleep und weitere                                                             | | [ 10 ] [ 11 ] [ 12 ]        |
| 25. April 2014 | Gasometer, Wien           | Terror, Nasty, Deez Nuts, Stick to Your Guns, Maroon, Betraying the Martyrs und weitere | | [ 10 ] [ 11 ] [ 12 ]        |
| 30. April 2014 | Palladium, Köln           | Stick to Your Guns, Boysetsfire, Breakdown of Sanity, La Dispute, Deez Nuts und weitere | | [ 10 ] [ 11 ] [ 13 ] [ 12 ] |
| 24. April 2015 | Komplex, Zürich           | The Ghost Inside, Whitechapel, Deez Nuts, Adept, Walking Dead on Broadway | | [ 14 ]                      |
| 25. April 2015 | Turbinenhalle, Oberhausen | The Ghost Inside, Madball, Whitechapel, Deez Nuts, Adept, Walking Dead On Broadway | | [ 14 ]                      |
| 26. April 2015 | Arena, Wien               | The Ghost Inside, Whitechapel, Malevolence, Adept, Walking Dead On Broadway | | [ 14 ]                      |
| 02. Mai 2015   | agra, Leipzig             | The Ghost Inside, Whitechapel, Emmure, Madball, Deez Nuts, Adept, Walking Dead on Broadway | | [ 14 ]                      |

### Never Say Die! Tour
| Zeitraum                        | Anzahl der Konzerte | Teilnehmer | Anmerkungen                                                                                | Quelle(n)                          |
| ------------------------------- | ------------------- | --- | ------------------------------------------------------------------------------------------ | ---------------------------------- |
| 2. - 24. November 2007          | 23                  | Comeback Kid (Headliner), Parkway Drive, Cancer Bats, This Is Hell, Death Before Dishonor, The Warriors, Soldiers und Terror                  | Konzerte fanden außerdem in BE, UK, LU, ES, FR, IT, NL, CH und AT                          | [ 15 ]                             |
| 7. - 29. November 2008          | 23                  | Parkway Drive, Unearth, Despised Icon, Architects, Protest the Hero, Carnifex und Whitechapel                                                 | neben Konzerte in Staaten wie 2007 fanden auch Auftritte in HU und DK statt                | [ 16 ]                             |
| 30. Oktober – 21. November 2009 | 23                  | Despised Icon, Architects, As Blood Runs Black, Horse the Band, Iwrestledabearonce, The Ghost Inside und Oceano                               | Despised Icon allgemeiner und Architects UK-Leg-Headliner; erstmals Auftritte in SL und CZ | [ 17 ] [ 18 ]                      |
| 29. Oktober – 20. November 2010 | 21                  | Parkway Drive, Comeback Kid, War from a Harlots Mouth, Bleeding Through, Emmure, Your Demise, We Came as Romans                               | erstmals Konzerte in PL und SE                                                             | [ 19 ]                             |
| 5. Oktober – 27. November 2011  | 22                  | Suicide Silence, Emmure, Vanna, Deez Nuts, The Word Alive, As Blood Runs Black und The Human Abstract                                         | Oceano sagten einen Auftritt ab                                                            | [ 20 ] [ 21 ] [ 22 ]               |
| 12. Oktober – 3. November 2012  | 20                  | We Came as Romans, For the Fallen Dreams, Stick to Your Guns, Obey the Brave, Blessthefall, The Browning, At the Skylines und At Dawn We Rage | At Dawn We Rage ist der erste Dubstep-Künstler auf der NSD! Tour                           | [ 23 ] [ 24 ]                      |
| 4. – 26. Oktober 2013           | 22                  | Emmure, Carnifex, Betraying the Martyrs, I Killed the Prom Queen, Hundredth, Hand of Mercy, Northlane                                         | Miss May I und Rise of the Northstar sagten ihre Teilnahme ab.                             | [ 25 ] [ 26 ] [ 27 ] [ 28 ] [ 29 ] |
| 31. Oktober – 29. November 2014 | 28                  | Terror, Comeback Kid, Stick to Your Guns, Obey the Brave, More Than a Thousand, No Bragging Rights, Capsize                                   |                                                                                            | [ 30 ]                             |

### Impericon Never Say Die! Open Air
| Datum         | Konzerthalle         | Teilnehmer | Anmerkungen             | Quelle(n)     |
| ------------- | -------------------- | --- | ----------------------- | ------------- |
| 12. Juni 2011 | Exzellenzhaus, Trier | Parkway Drive, Madball, Comeback Kid, Adept, Shai Hulud, Protest the Hero, Deez Nuts, We Set the Sun und The Haverbrook Disaster | Einmalige Veranstaltung | [ 31 ] [ 32 ] |